# Lijst van burgemeesters van Ronse
Dit artikel geeft een lijst van de burgemeesters van Ronse.

## Vijftiende eeuw
- 1410: Jacob van der Brugghen
- 1414: Willem Materlinc
- 1415 en 1420-1422: Lodewycx van der Beken
- 1416-1420: Jan Gobbeert
- 1422-1427 en 1437-1441: Lodewycx van der Haghen
- 1427-1430 en 1432-1433: Lodewijk Payen
- 1430-1432 en 1433-1437: Pieter van den Berghe
- 1441-1443: Jacob van der Beken
- 1441-1443: Jacob van der Beken
- 1443-1451: Jacquemaert Cousaert
- 1451-1480: Jan Gobbeert filius Martinus
- 1482-1491: Loys Vanderbeken

## Zestiende eeuw
- 1491-1506 en 1509-1510: François Gobbeert
- 1506-1509: Jan Gobbeert
- 1510-1529: Jan du Prérieu
- 1529-1539: Loys van der Beken
- 1539-1540: Maercq Ravins
- 1540-1553: Hermes Ravins
- 1553-1560: Loys Jolyt
- 1560-1572: Adriaen van Hauwaert
- 1572-1573: Gilles van den Bogaerde
- 1573-1577: Jacob Mahieux
- 1579-1587: Jan Maes
- 1581-1582: Niclaeys Pasman en Queryn de Bisschop, dienstdoende schepenen
- 1587-1597: Jan de le Cambe
- 1597-1599: Pieter van Rokeghem
- 1599-1601: Willem Maes

## Zeventiende eeuw
- 1601-1611: Jan Maes
- 1611-1638: Bauldric du Jardin
- 1638-1654: Jan du Jardin
- 1654-1686: Pieter Fostier
- 1686-1716: Frans Mondet

## Achttiende eeuw
- 1716-1727: Nicolas Fostier
- 1717-1745: Philippe Antoine van Meldert
- 1746-1747: Jean Baptiste Lermain
- 1747-1753: Liévin Tayart
- 1753-1773: Pierre François van Hove
- 1773-1796: Hilduard van Hove

## Franse Tijd
- 1796: Charles Deschryver
- 1797: B. Mouroit-Debaere
- 1798: P.J. Dujardin
- 1798-1799: Charles Deschryver
- 1800-1801: Pierre Antoine Battaille
- 1801-1808: Ferdinand Eugène Fostier
- 1808-1812: Alexandre Louis van Hove
- 1812: Jean François Delplace

## Verenigd koninkrijk der Nederlanden
- 1813-1817: Jean Joseph Magherman
- 1817-1823: Ferdinand Eugène Fostier
- 1824-1830: F.R. Dumont

## Belgisch Koninkrijk
- 1830-1840: Emmanuel François Vanhove
- 1840: Edouard Joly
- 1841-1848: Yves Magherman
- 1848-1861: Emmanuel Mouroit
- 1861-1869: Joseph Desclee
- 1869-1872: Jean-Baptiste De Keyzer
- 1872-1895: Ephrem De Malander
- 1895-1910: Oswald Ponette
- 1911-1926: Oscar Delghust
- 1917: Cyr Cambier
- 1918: Oscar Thomaes
- 1927-1958: Eugène Soudan
  - 1941-1944: Leo Vindevoghel
- 1959-1964: Jacques Piessevaux
- 1965-1977: Marcel Vanderhaegen
- 1977-1982: Robert Van Wingene
- 1983-1994: Orphale Crucke
- 1995-2000: Walter Kerckhove
- 2001-2022: Luc Dupont
- 2022-heden: Ignace Michaux